# Chilla (kanton)
Chilla – kanton w Ekwadorze, w prowincji El Oro. Stolicą kantonu jest Chilla.